# Salgueiro
Salgueiro este un oraș în Pernambuco (PE), Brazilia.